# Eggenkofel
Eggenkofel – szczyt w Alpach Gailtalskich, w Alpach Wschodnich. Leży w Austrii, w kraju związkowym Tyrol, a dokładniej we Wschodnim Tyrolu. Szczyt ten jest odosobniony od reszty pasma, co gwarantuje spektakularne widoki ze szczytu. Widać między innymi Alpy Karnickie, część Dolomitów oraz Wysokie Taury z Großglocknerem i Großvenedigerem oraz ich lodowcami.